# Leptodactylus sabanensis
Leptodactylus sabanensis és una espècie de granota que viu a Veneçuela i, possiblement també, al Brasil i Guyana.
Està amenaçada d'extinció per la pèrdua del seu hàbitat natural.